# إدوارد عطية
إدوارد عطية هو مؤرخ لبناني، ولد في 1903 في لبنان، وتوفي في 1964.

## وصلات خارجية
- إدوارد عطية على موقع IMDb (الإنجليزية)
- إدوارد عطية على موقع قاعدة بيانات الفيلم (الإنجليزية)